# Ideopsis ogylla
Ideopsis ogylla är en fjärilsart som beskrevs av Hans Fruhstorfer 1910. Ideopsis ogylla ingår i släktet Ideopsis och familjen praktfjärilar. Inga underarter finns listade i Catalogue of Life.